# Narratori delle pianure
Narratori delle pianure è una raccolta di trenta racconti di Gianni Celati. Nel 1986 il libro è stato finalista al Premio Grinzane Cavour e al Premio Bergamo.

## Stile
Il libro mostra un forte cambiamento di stile rispetto alla precedente produzione: i picchi d'intemperanza stralunata e comica degli anni settanta si volgono in una lingua volutamente e arrendevolmente semplice che riesce a disegnare le cose con minore numero di parole e in maniera più chiara, quasi come fotografie, mentre al contempo svolgono una maniera di racconto legata al «sentito dire» e alla novella tradizionale italiana.